# Anett Kontaveit
Anett Kontaveit (phát âm tiếng Estonia: [aˈnet ˈkontaveit]; sinh ngày 24 tháng 12 năm 1995) là một vận động viên quần vợt chuyên nghiệp người Estonia.
Kontaveit đã giành được một danh hiệu đơn tại WTA tour cũng như 7 danh hiệu đơn và 5 danh hiệu đôi tại ITF tour trong sự nghiệp. Cô có thứ hạng đánh đơn cao nhất là vị trí số 14 vào ngày 1 tháng 4 năm 2019 và vị trí số 260 ở bảng xếp hạng đôi vào ngày 21 tháng 4 năm 2014.
Kontaveit vô địch giải Estonian Championships vào năm 2009 và một lần nữa vào năm 2010, trở thành tay vợt trẻ nhất ở Estonia làm được.

## Thống kê sự nghiệp
| VĐ | CK | BK | TK | V# | RR | Q# | A | NH |

### Grand Slam

#### Đơn
| Giải đấu     | 2013 | 2014 | 2015 | 2016 | 2017 | 2018 | 2019 | SR     | T–B   | %Thắng |
| ------------ | ---- | ---- | ---- | ---- | ---- | ---- | ---- | ------ | ----- | ------ |
| Úc Mở rộng   | A    | A    | VL2  | V1   | V1   | V4   | V2   | 0 / 4  | 4–4   | 50%    |
| Pháp Mở rộng | A    | VL3  | VL2  | V1   | V2   | V4   | V1   | 0 / 4  | 4–4   | 50%    |
| Wimbledon    | A    | V1   | V1   | V1   | V3   | V3   | V3   | 0 / 6  | 6–6   | 50%    |
| Mỹ Mở rộng   | A    | A    | V4   | V1   | V1   | V1   |      | 0 / 4  | 3–4   | 43%    |
| Thắng–Bại    | 0–0  | 0–1  | 3–2  | 0–4  | 3–4  | 8–4  | 3–3  | 0 / 18 | 17–18 | 49%    |

#### Đôi
| Giải đấu     | 2017 | 2018 | 2019 | SR    | T–B | %Thắng |
| ------------ | ---- | ---- | ---- | ----- | --- | ------ |
| Úc Mở rộng   | A    | A    | V2   | 0 / 1 | 1–1 | 50%    |
| Pháp Mở rộng | A    | A    |      | 0 / 0 | 0–0 | 0      |
| Wimbledon    | V2   | V1   |      | 0 / 2 | 1–2 | 33%    |
| Mỹ Mở rộng   | A    | A    |      | 0 / 0 | 0–0 | 0      |
| Thắng–Bại    | 1–1  | 0–1  | 1–1  | 0 / 3 | 2–3 | 40%    |